# مارینر ۳
مارینر ۳ (انگلیسی: Mariner 3) یکی از دو کاوشگر فضایی فضای ژرف بود که توسط آزمایشگاه پیش‌رانش جت ناسا (JPL) طی پروژه مارینر-مارس در سال ۱۹۶۴ با هدف مشاهدات علمی نزدیک از سطح مریخ و انتقال اطلاعات در فضای بین سیاره‌ای ساخته شد. مارینر ۳، سومین فضاپیمای برنامه فضایی مارینر بود.

## ابزارها
ابزارهای نصب‌شده بر روی مارینر ۳ شامل این موارد بود:
1. دوربین تلویزیون
2. مغناطیس‌سنج
3. کاوشگر پلاسما (فیزیک)
4. تلسکوپ پرتو کیهانی
5. آشکارساز کمربند وان آلن
6. محفظه یونش پرتو کیهانی
7. آشکارساز غبار کیهانی